# Luiz Alberto Veiga
Luiz Alberto Veiga (São Paulo, 5 de Junho de 1953) é um designer brasileiro do Grupo Volkswagen, que foi transferido em 2005 do Brasil para o Centro de Design da Volkswagen em Potsdam, na Alemanha. Trabalhou no desenvolvimento do Volkswagen Fox e da terceira geração do Volkswagen Gol.
Luiz Alberto Veiga viveu toda sua vida ligado a indústria automobilística e a arte, manifestada pela música, desenho, pintura, fotografia e demais artes gráficas e o desenho técnico e suas variantes modernas.  Frequentou a Escola de Belas Artes de São Paulo e estudou música na Fundação das Artes de São Caetano do Sul, atividades que o ajudaram a  solidificar sua carreira de designer automobilístico, se tornando Chefe Designer da Volkswagen do Brasil, onde exerce até hoje o cargo de Gerente executivo de Design, nos estúdios da Volkswagen AG em Wolfsburg, na Alemanha.
Foi o designer responsável pelos projetos Familia Gol geracoes 2,3,4,5,6,7, Criador da Família Fox geracoes 1,2,3, Polo Sedan, e vários outros projetos nos estúdios da VWAG Design Center em Wolfsburg, Estúdio avançado de Potsdam em Berlin, Modern Design em Detroit, Ghia Design em Turino (Logus e Pointer).
Fundador do premio de Design da Volkswagen do Brasil que neste ano, 2016, completa 17 anos de existência.
Este ano , finalizou sua missão de 40 anos na Volkswagen do Brasil
Paralelamente, Veiga mantém intensa atividade artística ligada às Artes Plásticas e à música durante estes 40 anos de profissão.
É casado com Nanci Maria Veiga (Designer de Jóias). Tem 3 Filhos , Demian, Ian e Jean.

## Prêmios
- 2008 - prêmio Design International da revista norte-americana Motor Trend pelo projeto W@gon[3]